# Die Sechs
Die Sechs ("I Sei") fu un gruppo di sei grafici pubblicitari attivi a Monaco di Baviera che, unendosi in un gruppo, cercarono di conquistare il mercato a partire dal 1914. Lasceranno un'impronta incisiva sulla grafica tedesca.
Prima formazione del 1914: Franz Paul Glass, Friedrich Heubner, Carl Moos, Emil Preetorius, Max Schwarzer, Valentin Zietara.
Seconda formazione nel 1924: Max Eschle Franz Paul Glass, Hans Ibe (Johann Baptist Maier), Otto Ottler, Tommi Parzinger, Valentin Zietara.